# Condado de Adams (Illinois)
El condado de Adams es un condado estadounidense, situado en el estado de Illinois. Según el censo de los Estados Unidos de 2000, la población es de 68 277 habitantes. La cabecera del condado es Quincy.

## Geografía
Según la Oficina del Censo de los Estados Unidos, el condado tiene un área total de 2257 km² (871 millas²). De estas 2219 km² (857 mi²) son de tierra y 38 km² (15 mi²) son de agua.

### Condados colindantes
- Condado de Hancock (Illinois) - norte
- Condado de Brown (Illinois) - este
- Condado de Schuyler (Illinois) - este
- Condado de Pike (Illinois) - sureste
- Condado de Marion (Misuri) - oeste
- Condado de Lewis (Misuri) - oeste

## Historia
El Condado de Adams se separó del Condado de Pike en 1825. Su nombre es en honor del sexto presidente de los Estados Unidos, John Quincy Adams.

## Demografía

Pirámide de edad según el censo del año 2000.

Según el censo del año 2000, hay 68 277 personas, 26 860 cabezas de familia, y 17 996 familias que residen en el condado. La densidad de población es de 31 hab/km² (80 hab/mi²). La composición racial tiene:
- 94.79% Blancos (No Hispanos)
- 0.83% Hispanos (Todos los tipos)
- 3.07% Negros o Negros Americanos (No Hispanos)
- 0.31% Otras razas (No Hispanos)
- 0.40% Asiáticos (No Hispanos)
- 0.95% Mestizos (No Hispanos)
- 0.16% Nativos Americanos (No Hispanos)
- 0.01% Isleños (No Hispanos)

Hay 26 860 cabezas de familia, de los cuales el 31.10% tienen menores de 18 años viviendo con ellos, el 54.20% son parejas casadas viviendo juntas, el 9.80% son mujeres que forman una familia monoparental (sin cónyuge), y 33% no son familias. El tamaño promedio de una familia es de 3 miembros.
En el condado el 24.90% de la población tiene menos de 18 años, el 8.8% tiene de 18 a 24 años, el 26.40% tiene de 25 a 44, el 22.40% de 45 a 64, y el 17.60% son mayores de 65 años. La edad media es de 38 años. Por cada 100 mujeres hay 92.70 hombres. Por cada 100 mujeres mayores de 18 años hay 89.70 hombres.
Tabla de la evolución demográfica:
|       | 1900   | 1910   | 1920   | 1930   | 1940   | 1950   | 1960   | 1970   | 1980   | 1990   | 2000   |
| ----- | ------ | ------ | ------ | ------ | ------ | ------ | ------ | ------ | ------ | ------ | ------ |
| TOTAL | 67,058 | 64,588 | 62,188 | 62,784 | 65,229 | 64,690 | 68,467 | 70,861 | 71,622 | 66,090 | 68,277 |

## Economía
Los ingresos medios de un cabeza de familia el condado es de $34,784 y el ingreso medio familiar es $44,133. Los hombres tienen unos ingresos medios de $31,171 frente a $21,083 de las mujeres. El ingreso per cápita del condado es de $17,894. El 10.00% de la población y el 7.40%% de las familias están debajo de la línea de pobreza. Del total de gente en esta situación, 12.00% tienen menos de 18 y el 8.90% tienen 65 años o más.

## Ciudades y pueblos

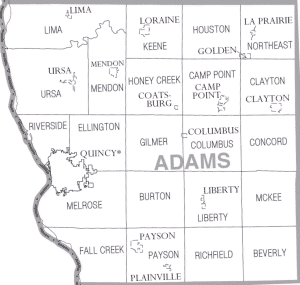
Condado de Adams.

| - Burton - Camp Point - Clayton - Coatsburg - Columbus - Golden | - Hickory Grove - La Prairie - Liberty - Lima - Loraine - Marblehead | - Mendon - Paloma - Payson - Plainville - Quincy: cabeza del condado - Ursa |

### No incorporados
- Beverly
- Bigneck
- Fall Creek
- Fowler
- Kellerville
- Kingston
- Marcelline
- Meyer
- Richfield
- Adams